# غوستاف يغر
غوستاف يغر (بالألمانية: Gustav Jäger) (و. 1832 – 1917 م) هو أحيائي، وعالم حيواني، وطبيب"Jäger, Gustav (1832-1917)". Bibliographic Agency for Higher Education. مؤرشف من الأصل في 2019-02-24. اطلع عليه بتاريخ 2018-07-29.، وعالم إنسان، وعالم حشرات، وعالم، وPrivatdozent ‏، ومعالج مثلي ‏، وعالم طبيعة، وعالم صحة ‏ ألماني، توفي في شتوتغارت، عن عمر يناهز 85 عاماً.

## التعليم
تعلم في جامعة توبنغن، في تخصص طب، وجراحة، وتحصل منها على دكتوراه (22 نوفمبر 1851–1857).